# Ficus marmorata
Ficus marmorata là một loài thực vật có hoa trong họ Moraceae. Loài này được Bojer ex Baker mô tả khoa học đầu tiên năm 1883.